# Ein Königreich für ein Lama 2 – Kronks großes Abenteuer
Ein Königreich für ein Lama 2 – Kronks großes Abenteuer ist ein US-amerikanischer Zeichentrickfilm aus dem Jahr 2005 der Walt Disney Company. Der Film ist eine Direct-to-DVD Fortsetzung von Ein Königreich für ein Lama.

## Handlung
Kronk arbeitet nun als Küchenchef und Cheflieferjunge bei Mudka und ist besorgt über den Besuch seines Vaters, da er in seiner Kindheit von ihm nicht gewürdigt wurde. Denn er hat sich für seinen Sohn immer ein Haus auf dem Hügel und eine Frau gewünscht.
In zwei Rückblicken erzählt Kronk, dass er beides zwar hatte, aber wieder verlor. So half er Yzma unwissentlich, ihr wirkungsloses Jugendelixier zu verkaufen. Mit dem Geld kaufte er dann seinen Freunden das Seniorenheim ab. Nachdem er erkannte, dass Yzma alle betrog, gab er schließlich seinen Freunden ihr Heim zurück.
Danach befindet sich Kronk als Truppenführer mit seinen Junior Hörnchen in Camp Chippamunka und verliebt sich in seine Kollegin Miss Birdwell. Als Kronks und Birdwells Konkurrenzkampf außer Kontrolle gerät, beschließt einer von Kronks Hörnchen zu mogeln um die Meisterschaft zu gewinnen. Kronk schützt daraufhin den Jungen und verliert ihre Liebe.
Als Kronks Vater ankommt, versuchen seine Freunde sich als seine Ehefrau und Kinder auszugeben. Daraufhin erkennt Kronk, dass er durch seine Freunde bereits alles besitzt was er nur wollte. Schließlich hält sein Vater seinen Daumen hoch und er kann Miss Birdwells Liebe zurückgewinnen.

## Kritik
„Fortsetzung des Disney-Kinoerfolgs, die längst nicht den Witz des Originals erreicht. Kleinere Zuschauer erreicht indes die sympathische Botschaft, dass niemand perfekt ist.“

## Auszeichnungen
- Drei Nominierungen für die Annie Awards unter anderem für die „Best Home Entertainment Production“[3]

## Synchronisation
Die deutschsprachige Synchronisation entstand unter der Dialogregie und dem Dialogbuch von Frank Lenart.
| Rolle         | Originaler Synchronsprecher | Deutsche Synchronisation |
| ------------- | --------------------------- | ------------------------ |
| Kronk         | Patrick Warburton           | Thomas Amper             |
| Miss Birdwell | Tracey Ullman               | Bettina Redlich          |
| Yzma          | Eartha Kitt                 | Eva Pflug                |
| Kuzco         | David Spade                 | Niko Macoulis            |
| Patcha        | John Goodman                | Reinhard Brock           |
| Chicha        | Wendie Malick               | Marietta Meade           |
| Kronks Papi   | John Mahoney                | Bert Franzke             |
| Rudy          | John Fiedler                | Manfred Schmidt          |